# Segismunda llorando sobre el corazón de Guiscardo
Segismunda llorando sobre el corazón de Guiscardo (cuyo título completo es Segismunda llorando sobre el corazón de Guiscardo, su amor asesinado) es un óleo sobre lienzo del pintor británico William Hogarth. Completado en 1759, era la pieza principal de ocho obras que él presentó en una exposición en 1761. Fue el último y más ambicioso de sus intentos de obtener una reputación como un pintor de género. Representa un momento dramático en una de las novelles en el Decamerón de Boccaccio. Hogarth tuvo la esperanza que este trabajo fuera aclamado como una obra maestra de la pintura dramática, en cambio la obra fue recibida con críticas y burlas. En el catálogo de la exposición de obras de Hogarth de la Galería Tate en 2007, la crítica fue descrita como «algo del oprobio crítico más condenatorio que el artista nunca sufrió».

## Descripción
Sigismunda mourning over the Heart of Guiscardo (título original en inglés) ilustra una escena de la primera historia en el día 4 del Decameron, una colección medieval de cuentos (o novelle) por el escritor y poeta italiano Giovanni Boccaccio. Sentada en una mesa de madera ornamentada, con una tiara de perlas y cubierta de seda, es Segismunda (llamada «Ghismonda» en el cuento original, de Boccaccio), la heroína de una de las novelles. Toma una copa de oro que contenía el corazón de su marido asesinado, Guiscardo. Guiscardo fue un siervo y paje en la corte del padre de Segismunda, el príncipe Tancredo de Salerno. Cuando el padre de Segismunda descubrió que Guiscardo y Segismunda se habían casado en secreto, airadamente ordenó a sus hombres asesinar al plebeyo Guiscardo, tomar su corazón y entregarlo a Segismunda en una copa de oro. A pesar de que ella se comprometió a morir sin derramar una lágrima, llora mientras se da cuenta de que su padre ha matado a su marido. Entonces, añade veneno a la copa que contiene el corazón de Guiscardo, y se suicida.
Es probable que Hogarth usó a su esposa, Jane, como modelo. Él afirmó que durante mucho tiempo había estado interesado en la historia de Segismunda, que había aparecido en Inglaterra en varias versiones a mediados del siglo XVIII. Había llegado a ser popular después de ser traducido en el volumen de 1699 Fables, Ancient and Modern de John Dryden, y adaptado para la época inglesa por James Thomson en 1745.